# Route nationale 10bis
Pour les articles homonymes, voir Route nationale 10.
La route nationale 10BIS, ou RN 10BIS, était une route nationale française reliant Chevanceaux à Libourne. Elle a été créée par ordonnance royale du 16 novembre 1831.
À la suite de la réforme de 1972, elle a été déclassée en RD 910BIS en Charente-Maritime et en RD 910 en Gironde.

## Ancien tracé
- Chevanceaux 45° 18′ 18″ N, 0° 13′ 58″ O
- Montguyon 45° 13′ 03″ N, 0° 11′ 17″ O
- Guîtres 45° 02′ 31″ N, 0° 11′ 05″ O
- Saint-Denis-de-Pile 44° 59′ 31″ N, 0° 12′ 21″ O
- Les Billaux 44° 57′ 02″ N, 0° 13′ 57″ O
- Libourne 44° 55′ 08″ N, 0° 14′ 32″ O